# Bernhardus Varenius
Bernhardus Varenius (n. 1622, Hitzacker, Saxonia Inferioară – d. 1650) a fost o figură majoră reprezentând renașterea cunoștințelor geografice în Europa.
A fost autorul unui erudit manual de geografie care a rămas principalul standard în materie, timp de mai bine de o sută de ani. După ce a studiat medicina, Varenius a fost atras de geografie datorita prieteniei cu diferiți geografi ai timpului. În 1649, a publicat „Descrierea regatului Japoniei”, care includea o traducere în latină a unei relatări despre Siam (Thailanda) și fragmente despre religiile Africii. „Principii de geografie” (Geographia generalis, 1650), opera sa cea mai cunoscută, a sistematizat cunoștințe geografice de o amploare nemaivazută până atunci.